# Giuliano Bignasca
Giuliano Bignasca, né le 10 avril 1945 à Lugano et mort le 7 mars 2013 à Canobbio, est un homme politique et homme d'affaires suisse.
Président du mouvement de la Ligue des Tessinois (Lega), qu'il fonde en 1991 avec une référence explicite à la Ligue lombarde-Ligue du Nord d'Umberto Bossi, il siège au Conseil national en 1995 et de 1999 à 2003.

## Biographie
Originaire de Sonvico, ce tailleur de pierre de formation, footballeur au FC Lugano dans sa jeunesse, dirige avec son frère Attilio Bignasca une entreprise de construction et siège au conseil d'administration de plusieurs sociétés.
En 1990, il fonde, en collaboration avec Flavio Maspoli, Il Mattino della domenica, un hebdomadaire dominical distribué gratuitement, puis la Ligue des Tessinois, dont il se proclame président à vie, en 1991. Son parti parvient à entrer au gouvernement cantonal en 1995 avec Marco Borradori.
Bignasca siège au Conseil national comme représentant du canton du Tessin du 13 juin au 3 décembre 1995 puis est élu lors des élections fédérales de 1999, siégeant à nouveau du 6 décembre 1999 au 30 novembre 2003 ; il siège également au Conseil municipal (exécutif) de Lugano, où il dirige le département du sport et des loisirs de 2000 à sa mort.
Aux élections cantonales du 1er avril 2007, son fils Boris est élu au Grand Conseil. En 2008, il est condamné par le tribunal de district de Bellinzone pour avoir appelé dans son hebdomadaire à vandaliser des radars de contrôle routier contre paiement d'une récompense.
Aux élections cantonales du 10 avril 2011, la Lega confirme son poids politique, obtenant 22,84 % des voix derrière le Parti libéral-radical et ses 25,15 % des voix. Grâce à une alliance électorale avec l'Union démocratique du centre, elle obtient une majorité relative au Conseil d'État, avec 29,78 % des voix, dépassant pour la première fois le Parti libéral-radical et ses 24,95 %.
Giuliano Bignasca meurt subitement le 7 mars 2013 à l'âge de 67 ans,.